# بيدرو خافيير غونزاليس
بيدرو خافيير غونزاليس (بالإسبانية: Pedro Javier González)‏ هو عازف جاز ومنتج أسطوانات وملحن وعازف قيثارة إسباني، ولد في 1962 في برشلونة في إسبانيا.

## وصلات خارجية
- الموقع الرسمي
- بيدرو خافيير غونزاليس على موقع ميوزك برينز (الإنجليزية)
- بيدرو خافيير غونزاليس على موقع أول ميوزيك (الإنجليزية)
- بيدرو خافيير غونزاليس على موقع أول ميوزيك (الإنجليزية)
- بيدرو خافيير غونزاليس على موقع ديسكوغز (الإنجليزية)